# Docalidia limpidosparsa
Docalidia limpidosparsa är en insektsart som beskrevs av Carl Stål 1859. Docalidia limpidosparsa ingår i släktet Docalidia och familjen dvärgstritar. Inga underarter finns listade i Catalogue of Life.